# 努涅茲 (喬治亞州)
努涅茲（英語：Nunez）是一個位於美國喬治亞州伊曼紐爾縣的城市。

## 地理
努涅茲的座標為32°29′31″N 82°20′48″W / 32.49194°N 82.34667°W，而該地的平均海拔高度為76米（即249英尺）。

## 人口
根據2010年美國人口普查的數據，努涅茲的面積為3.47平方千米，當中陸地面積為3.42平方千米，而水域面積為0.05平方千米。當地共有人口147人，而人口密度為每平方千米42.36人。